# Valstrona
Valstrona é uma comuna italiana da região do Piemonte, província do Verbano Cusio Ossola, com cerca de 1.269 habitantes. Estende-se por uma área de 48 km², tendo uma densidade populacional de 26 hab/km². Faz fronteira com Anzola d'Ossola, Calasca-Castiglione, Cravagliana (VC), Loreglia, Massiola, Ornavasso, Pieve Vergonte, Quarna Sopra, Quarna Sotto, Rimella (VC), Sabbia (VC), Varallo Sesia (VC).

## Demografia
| Variação demográfica do município entre 1861 e 2011                               |
|                                                                                   |
| Fonte: Istituto Nazionale di Statistica (ISTAT) - Elaboração gráfica da Wikipedia |